# Kądzielno
Kądzielno (deutsch Heinrichshof) ist ein Dorf in der Woiwodschaft Westpommern in Polen. Es liegt in der Gmina Kołobrzeg (Landgemeinde Kolberg) im Powiat Kołobrzeski (Kolberger Kreis).
Das Dorf liegt in Hinterpommern, etwa 110 Kilometer nordöstlich von Stettin und etwa 4 Kilometer östlich der Stadtmitte von Kolberg. Die Ostseeküste liegt knapp 2 Kilometer nördlich. Am nördlichen Ortsrand verläuft von West nach Ost die Landesstraße 11, deren Verlauf hier der ehemaligen Reichsstraße 160 entspricht.
Nach der Volkszählung von 1871 gab es im Vorwerk Heinrichshof, das zur Stadtgemeinde Kolberg gehörte, zwei Wohnhäuser mit 46 Einwohnern. Bis 1945 bildete Heinrichshof einen Wohnplatz in der kreisfreien Stadt Kolberg in der preußischen Provinz Pommern.
1945 kam Heinrichshof, wie ganz Hinterpommern, an Polen. Heinrichshof erhielt den polnischen Ortsnamen „Kądzielno“. Heute gehört der Ort zur Gmina Kołobrzeg (Landgemeinde Kolberg), in der er ein eigenes Schulzenamt bildet.